# بسکتبال در المپیک تابستانی ۲۰۲۴ - مسابقات مردان
مسابقات بسکتبال ۵ نفره مردان در المپیک تابستانی ۲۰۲۴، بیست و یکمین دوره برگزاری این رویداد برای مردان در بازی‌های المپیک تابستانی بود. این مسابقات از ۲۷ ژوئیه آغاز و تا ۱۰ اوت ۲۰۲۴ ادامه داشت. دور مقدماتی مسابقات در ورزشگاه پیر مائوروی شهر لیل و فاز نهایی در آکور آرنا در پاریس برگزار شد.
تیم بسکتبال ایالات متحده بدون شکست موفق شد هفدهمین قهرمانی خود که همزمان پنجمین قهرمانی پیاپی آن‌ها بود را با شکست میزبان، فرانسه با نتیحه ۹۸–۸۷ کسب کند. صربستان نیز مدال برنز خود را در مسابقه‌ای در برابر قهرمان جام جهانی، آلمان با پیروزی ۹۳–۸۳ به‌دست‌آورد. این مدال، دومین مدال صربستان در المپیک و نخستین مدال برنز آن‌ها بود.

## برنامه زمانی
برنامه زمانی زیر برای این دوره از بازی‌ها دنبال شد.

| G | مرحله گروهی | ¼ | یک چهارم نهایی | ½ | نیمه نهایی | B | رده‌بندی | F | فینال |

مرداد ماه ۱۴۰۳
| شنبه ۶ | یکشنبه ۷ | دوشنبه ۸ | سه شنبه ۹ | چهارشنبه ۱۰ | پنج شنبه ۱۱ | جمعه ۱۲ | شنبه ۱۳ | خورشید ۱۴ | دوشنبه ۱۵ | سه شنبه ۱۶ | چهارشنبه ۱۷ | پنج شنبه ۱۸ | جمعه ۱۹ | شنبه ۱۰ | شنبه ۱۰ |
| ------ | -------- | -------- | --------- | ----------- | ----------- | ------- | ------- | --------- | --------- | ---------- | ----------- | ----------- | ------- | ------- | ------- |
| G      | G        |          | G         | G           |             | G       | G       |           |           | ¼          |             | ½           |         | B       | F       |

## قرعه‌کشی
قرعه‌کشی در ۱۹ مارس ۲۰۲۴ برگزار شد.
دوازده تیم بر اساس رده‌بندی جهانی فیبا، به چهار گلدان تقسیم شدند. برهمین اساس، سه گروه تشکیل شد. محدودیت وجود دو تیم هم قاره در یک گروه (به استثنای اروپا) در قرعه‌کشی پابرجا بود. براساس محدودیت اعلام شده، وجود دست‌کم دو تیم و دست‌بالا سه تیم اروپایی در هرگروه جایز بود.
مدافع عنوان قهرمانی، ایالات متحده در گروه C جای گرفت و میزبان، فرانسه تنها مجاز بود در گروه‌های A یا B باشد.

### سید بندی
این سید بندی در ۱۴۵ مارس ۲۰۲۴ اعلام شد.
| گلدان ۱                                     | گلدان ۲                    | گلدان ۳                     | گلدان ۴                    |
| ------------------------------------------- | -------------------------- | --------------------------- | -------------------------- |
| ایالات متحده آمریکا · اسپانیا (ESP) · آلمان | صربستان · استرالیا · برزیل | کانادا · فرانسه · پورتوریکو | یونان · ژاپن · سودان جنوبی |

یادداشت‌ها
1. 1 2 3 4  چهار تیم برنده انتخابی بسکتبال مردان بازی‌های المپیک تابستانی ۲۰۲۴ (OQTs) به عنوان جایگاه‌داران قرعه‌کشی برگزیده شدند.

## مقدماتی
زمان‌های محلی اعمال شده است. (ساعت تابستانی اروپای مرکزی)

### گروه A
| رتبه | تیم      | بازی | برد | باخت | گل زده | گل خورده | گل تفاضل | امتیاز | صلاحیت        |
| ---- | -------- | ---- | --- | ---- | ------ | -------- | -------- | ------ | ------------- |
| ۱    | کانادا   | ۳    | ۳   | ۰    | ۲۶۷    | ۲۴۷      | ۲۰+      | ۶      | یک‌چهارم نهایی |
| ۲    | استرالیا | ۳    | ۱   | ۲    | ۲۴۶    | ۲۵۰      | ۴−       | ۴      | یک‌چهارم نهایی |
| ۳    | یونان    | ۳    | ۱   | ۲    | ۲۳۳    | ۲۴۱      | ۸−       | ۴      | یک‌چهارم نهایی |
| ۴    | اسپانیا  | ۳    | ۱   | ۲    | ۲۴۹    | ۲۵۷      | ۸−       | ۴      |               |

1. 1 2 3  استرالیا ۳ امتیاز، +۶ تفاضل؛ یونان ۳ امتیاز، −۱ تفاضل؛ اسپانیا ۳ امتیاز، −۵ تفاضل.

| ۲۷ ژوئیه ۲۰۲۴ ۱۱:۰۰ |

| Boxscore |

| استرالیا                                       | ۹۲–۸۰ | اسپانیا                                         |
| امتیاز بر پایه وقت: ۳۱–۲۱, ۱۸–۲۱, ۲۰–۱۸, ۲۳–۲۰ |       |                                                 |
| امتیاز: لندیل ۲۰ ریباند: لندیل ۹ پاس : گیدی ۸  |       | امتیاز: آلداما ۲۷ ریباند: گاروبا ۷ پاس: براون ۷ |

| ۲۷ ژوئیه ۲۰۲۴ ۲۱:۰۰ |

| Boxscore |

| یونان                                                  | ۷۹–۸۶ | کانادا                                                   |
| امتیاز بر پایه وقت: ۲۲–۲۶, ۱۶–۲۲, ۲۲–۲۰, ۱۹–۱۸         |       |                                                          |
| امتیاز: آنتتوکومپو ۳۴ ریباند: میتوگلو ۸ پاس : کالاتس ۷ |       | امتیاز: بارت ۲۳ ریباند: اولینیک ۶ پاس: گیلگوس الکساندر ۷ |

| ۳۰ ژوئیه ۲۰۲۴ ۱۱:۰۰ |

| Boxscore |

| اسپانیا                                           | ۸۴–۷۷ | یونان                                                     |
| امتیاز بر پایه وقت: ۲۱–۲۲, ۲۸–۱۳, ۱۳–۲۱, ۲۲–۲۱    |       |                                                           |
| امتیاز: آلداما ۱۹ ریباند: آلداما۱۲ پاس : براون ۱۰ |       | امتیاز: آنتتوکومپو ۲۷ ریباند: آنتتوکومپو ۱۱ پاس: کالاتس ۷ |

| ۳۰ ژوئیه ۲۰۲۴ ۱۳:۳۰ |

| Boxscore |

| کانادا                                            | ۹۳–۸۳ | استرالیا                                     |
| امتیاز بر پایه وقت: ۲۶–۲۸, ۱۹–۲۱, ۲۷–۲۱, ۲۱–۱۳    |       |                                              |
| امتیاز: بارت ۲۴ ریباند: پاول ۹ پاس : بارت، موری ۵ |       | امتیاز: گیدی ۱۹ ریباند: لندیل ۱۲ پاس: گیدی ۶ |

| ۲ اوت ۲۰۲۴ ۱۳:۳۰ |

| Boxscore |

| استرالیا                                       | ۷۱–۷۷ | یونان                                                   |
| امتیاز بر پایه وقت: ۲۴–۲۵, ۱۲–۲۸, ۱۴–۹, ۲۱–۱۵  |       |                                                         |
| امتیاز: لندیل ۱۷ ریباند: گیدی ۱۱ پاس : دنیلز ۸ |       | امتیاز: آنتتوکومپو ۲۰ ریباند: سه بازیکن ۷ پاس: کالاتس ۸ |

| ۲ اوت ۲۰۲۴ ۱۷:۱۵ |

| Boxscore |

| کانادا                                                        | ۸۸–۸۵ | اسپانیا                                                |
| امتیاز بر پایه وقت: ۱۹–۱۹, ۳۰–۱۹, ۱۵–۱۸, ۲۴–۲۹                |       |                                                        |
| امتیاز: گیلگوس الکساندر ۲۰ ریباند: بروکس، موری ۴ پاس : موری ۶ |       | امتیاز: بریزوئلا ۱۷ ریباند: آلداما ۱۱ پاس: سه بازیکن ۴ |

### گروه B
| رتبه | تیم        | بازی | برد | باخت | گل زده | گل خورده | گل تفاضل | امتیاز | صلاحیت        |
| ---- | ---------- | ---- | --- | ---- | ------ | -------- | -------- | ------ | ------------- |
| ۱    | آلمان      | ۳    | ۳   | ۰    | ۲۶۸    | ۲۲۱      | ۴۷+      | ۶      | یک‌چهارم نهایی |
| ۲    | فرانسه (H) | ۳    | ۲   | ۱    | ۲۴۳    | ۲۴۱      | ۲+       | ۵      | یک‌چهارم نهایی |
| ۳    | برزیل      | ۳    | ۱   | ۲    | ۲۴۱    | ۲۴۸      | ۷−       | ۴      | یک‌چهارم نهایی |
| ۴    | ژاپن       | ۳    | ۰   | ۳    | ۲۵۱    | ۲۹۳      | ۴۲−      | ۳      |               |

| ۲۷ ژوئیه ۲۰۲۴ ۱۳:۳۰ |

| Boxscore |

| آلمان                                            | ۹۷–۷۷ | ژاپن                                                     |
| امتیاز بر پایه وقت: ۲۸–۲۱, ۲۴–۲۳, ۲۲–۱۷, ۲۳–۱۶   |       |                                                          |
| امتیاز: ف. واگنر ۲۲ ریباند: تیس ۷ پاس : شرودر ۱۲ |       | امتیاز: هاچیمورا ۲۰ ریباند: هاوکینسون ۱۱ پاس: کاوامورا ۷ |

| ۲۷ ژوئیه ۲۰۲۴ ۱۷:۱۵ |

| Boxscore |

| فرانسه                                                         | ۷۸–۶۶ | برزیل                                                       |
| امتیاز بر پایه وقت: ۱۵–۲۳, ۲۴–۱۳, ۱۸–۹, ۲۱–۲۱                  |       |                                                             |
| امتیاز: باتوم، ومبانیاما ۱۹ ریباند: ومبانیاما ۹ پاس : البیسی ۴ |       | امتیاز: فلیسیو، میندل ۱۴ ریباند: فلیسیو ۶ پاس: دوس سانتوس ۶ |

| ۳۰ ژوئیه ۲۰۲۴ 17:15 |

| Boxscore |

| ژاپن                                                               | ۹۰–۹۴ (OT) | فرانسه                                                         |
| امتیاز بر پایه وقت: ۲۵–۳۲, ۱۹–۱۷, ۲۰–۲۰, ۲۰–۱۵, وقت اضافه: ۶–۱۰    |            |                                                                |
| امتیاز: کاوامورا ۲۹ ریباند: هاوکینسون، واتانابه ۸ پاس : کاوامورا ۶ |            | امتیاز: ومبانیاما ۱۸ ریباند: گوبرت ۱۵ پاس: فورنیر، ومبانیاما ۶ |

| ۳۰ ژوئیه ۲۰۲۴ ۲۱:۰۰ |

| Boxscore |

| برزیل                                                    | ۷۳–۸۶ | آلمان                                           |
| امتیاز بر پایه وقت: ۱۰–۲۲, ۳۰–۱۸, ۱۱–۲۰, ۲۲–۲۶           |       |                                                 |
| امتیاز: دوس سانتوس ۱۸ ریباند: میندل ۶ پاس : دوس سانتوس ۸ |       | امتیاز: شرودر ۲۰ ریباند: وویگتمن ۸ پاس: شرودر ۶ |

| ۲ اوت ۲۰۲۴ ۱۱:۰۰ |

| Boxscore |

| ژاپن                                                        | ۸۴–۱۰۲ | برزیل                                                |
| امتیاز بر پایه وقت: ۲۰–۳۱, ۲۴–۲۴, ۲۹–۲۲, ۱۱–۲۵              |        |                                                      |
| امتیاز: هاوکینسون ۲۶ ریباند: هاوکینسون ۱۰ پاس : کاوامورا ۱۰ |        | امتیاز: کابوکلو ۳۳ ریباند: کابوکلو ۱۷ پاس: هوئرتاس ۸ |

| ۲ اوت ۲۰۲۴ ۲۱:۰۰ |

| Boxscore |

| فرانسه                                                  | ۷۱–۸۵ | آلمان                                                 |
| امتیاز بر پایه وقت: ۱۸–۲۴, ۹–۲۴, ۱۹–۲۱, ۲۵–۱۶           |       |                                                       |
| امتیاز: ومبانیاما ۱۴ ریباند: ومبانیاما ۱۲ پاس : باتوم ۳ |       | امتیاز: شرودر، ف. واگنر ۲۶ ریباند: تیس ۸ پاس: شرودر ۹ |

### گروه C
| رتبه | تیم          | بازی | برد | باخت | گل زده | گل خورده | گل تفاضل | امتیاز | صلاحیت        |
| ---- | ------------ | ---- | --- | ---- | ------ | -------- | -------- | ------ | ------------- |
| ۱    | ایالات متحده | ۳    | ۳   | ۰    | ۳۱۷    | ۲۵۳      | ۶۴+      | ۶      | یک‌چهارم نهایی |
| ۲    | صربستان      | ۳    | ۲   | ۱    | ۲۸۷    | ۲۶۱      | ۲۶+      | ۵      | یک‌چهارم نهایی |
| ۳    | سودان جنوبی  | ۳    | ۱   | ۲    | ۲۶۱    | ۲۷۸      | ۱۷−      | ۴      |               |
| ۴    | پورتوریکو    | ۳    | ۰   | ۳    | ۲۲۸    | ۳۰۱      | ۷۳−      | ۳      |               |

| ۲۸ ژوئیه ۲۰۲۴ ۱۱:۰۰ |

| Boxscore |

| سودان جنوبی                                    | ۹۰–۷۹ | پورتوریکو                                                   |
| امتیاز بر پایه وقت: ۲۰–۲۸, ۲۸–۲۶, ۲۳–۱۵, ۱۹–۱۰ |       |                                                             |
| امتیاز: جونز ۱۹ ریباند: گبریل ۹ پاس : جونز ۶   |       | امتیاز: آلوارادو ۲۶ ریباند: کوندیت، رومرو ۶ پاس: آلوارادو ۵ |

| ۲۸ ژوئیه ۲۰۲۴ 17:15 |

| Boxscore |

| صربستان                                             | 84–۱۱۰ | ایالات متحده                                  |
| امتیاز بر پایه وقت: ۲۰–۲۵, ۲۹–۳۳, ۱۶–۲۶, ۱۹–۲۶      |        |                                               |
| امتیاز: یوکیچ ۲۰ ریباند: بوگدانوویچ ۶ پاس : یوکیچ ۸ |        | امتیاز: دورانت ۲۳ ریباند: دیویس ۸ پاس: جیمز ۹ |

| ۳۱ ژوئیه ۲۰۲۴ ۱۷:۱۵ |

| Boxscore |

| پورتوریکو                                                | ۶۶–۱۰۷ | صربستان                                         |
| امتیاز بر پایه وقت: ۱۲–۲۴, ۲۳–۲۸, ۱۶–۲۷, ۱۵–۲۸           |        |                                                 |
| امتیاز: اورتیز ۱۹ ریباند: اورتیز ۶ پاس : هاوارد، واترز ۳ |        | امتیاز: پتروشف ۱۵ ریباند: یوکیچ ۱۵ پاس: یوکیچ ۹ |

| ۳۱ ژوئیه ۲۰۲۴ ۲۱:۰۰ |

| Boxscore |

| ایالات متحده                                       | ۱۰۳–۸۶ | سودان جنوبی                                   |
| امتیاز بر پایه وقت: ۲۶–۱۴, ۲۹–۲۲, ۱۸–۲۱, ۳۰–۲۹     |        |                                               |
| امتیاز: آدبایو ۱۸ ریباند: سه بازیکن ۷ پاس : بوکر ۶ |        | امتیاز: اوموت ۲۴ ریباند: گبریل ۱۰ پاس: جونز ۷ |

| ۳ اوت ۲۰۲۴ ۱۷:۱۵ |

| Boxscore |

| پورتوریکو                                          | ۸۳–۱۰۴ | ایالات متحده                                    |
| امتیاز بر پایه وقت: ۲۹–۲۵, ۱۶–۳۹, ۱۴–۲۳, ۲۴–۱۷     |        |                                                 |
| امتیاز: آلوارادو ۱۸ ریباند: رومرو ۱۰ پاس : کندیت ۵ |        | امتیاز: ادواردز ۲۶ ریباند: تیتوم ۱۰ پاس: جیمز ۸ |

| ۳ اوت ۲۰۲۴ ۲۱:۰۰ |

| Boxscore |

| صربستان                                                   | ۹۶–۸۵ | سودان جنوبی                                         |
| امتیاز بر پایه وقت: ۲۳–۲۲, ۲۴–۲۲, ۲۵–۲۳, ۲۴–۱۸            |       |                                                     |
| امتیاز: بوگدانوویچ ۳۰ ریباند: یوکیچ ۱۳ پاس : بوگدانوویچ ۸ |       | امتیاز: جونز، شایوک ۱۷ ریباند: گبریل ۸ پاس: جونز ۱۰ |

### رده‌بندی بهترین تیم‌های سوم
| رتبه | گروه | تیم         | بازی | برد | باخت | گل زده | گل خورده | گل تفاضل | امتیاز | صلاحیت        |
| ---- | ---- | ----------- | ---- | --- | ---- | ------ | -------- | -------- | ------ | ------------- |
| ۱    | B    | برزیل       | ۳    | ۱   | ۲    | ۲۴۱    | ۲۴۸      | ۷−       | ۴      | یک‌چهارم نهایی |
| ۲    | A    | یونان       | ۳    | ۱   | ۲    | ۲۳۳    | ۲۴۱      | ۸−       | ۴      | یک‌چهارم نهایی |
| ۳    | C    | سودان جنوبی | ۳    | ۱   | ۲    | ۲۶۱    | ۲۷۸      | ۱۷−      | ۴      |               |

## مرحله حذفی
قرعه‌کشی پس از دور مقدماتی صورت گرفت. براین اساس، تیم‌های سید بندی شده به مصاف تیم‌های سید بندی نشده رفتند. تیم‌هایی که به دور حذفی راه یافتند، به چهار روش تقسیم شدند.
- گلدان D با دو تیم با بهترین رتبه در فاز گروهی پر شد.
- گلدان E با دو تیم دوم برتر در فاز گروهی پر شد.
- گلدان F با دو تیم‌های دوم مانده در فاز گروهی پر شد.
- گلدان G با دو تیم برتر سوم در فاز گروهی پر شد.

نظم قرعه‌کشی:
- تیم‌های گلدان D به مصاف یکی از تیم‌های گلدان G و تیم‌های گلدان E با تیم‌های گلدان F مسابقه می‌دهند.
- تیم‌های هم‌گروهی نباید در برابر یکدیگر قرار بگیرند.

### رده‌بندی
| رتبه | تیم          | بازی | برد | باخت | گل زده | گل خورده | گل تفاضل | امتیاز | صلاحیت             |
| ---- | ------------ | ---- | --- | ---- | ------ | -------- | -------- | ------ | ------------------ |
| ۱    | ایالات متحده | ۳    | ۳   | ۰    | ۳۱۷    | ۲۵۳      | ۶۴+      | ۶      | Seeded (گلدان D)   |
| ۲    | آلمان        | ۳    | ۳   | ۰    | ۲۶۸    | ۲۲۱      | ۴۷+      | ۶      | Seeded (گلدان D)   |
|      |              |      |     |      |        |          |          |        |                    |
| ۳    | کانادا       | ۳    | ۳   | ۰    | ۲۶۷    | ۲۴۷      | ۲۰+      | ۶      | Seeded (گلدان E)   |
| ۴    | صربستان      | ۳    | ۲   | ۱    | ۲۸۷    | ۲۶۱      | ۲۶+      | ۵      | Seeded (گلدان E)   |
|      |              |      |     |      |        |          |          |        |                    |
| ۵    | فرانسه       | ۳    | ۲   | ۱    | ۲۴۳    | ۲۴۱      | ۲+       | ۵      | Unseeded (گلدان F) |
| ۶    | استرالیا     | ۳    | ۱   | ۲    | ۲۴۶    | ۲۵۰      | ۴−       | ۴      | Unseeded (گلدان F) |
|      |              |      |     |      |        |          |          |        |                    |
| ۷    | برزیل        | ۳    | ۱   | ۲    | ۲۴۱    | ۲۴۸      | ۷−       | ۴      | Unseeded (گلدان G) |
| ۸    | یونان        | ۳    | ۱   | ۲    | ۲۳۳    | ۲۴۱      | ۸−       | ۴      | Unseeded (گلدان G) |

### جدول
|  | یک‌چهارم نهایی | یک‌چهارم نهایی |              |    | نیمه‌نهایی        | نیمه‌نهایی        |  |  | مسابقه نهایی | مسابقه نهایی |
|  |               |               |              |    |                  |                  |  |  |              |              |
|  | ۶ اوت         |               |              |    |                  |                  |  |  |              |              |
|  |               |               |              |    |                  |                  |  |  |              |              |
|  | فرانسه        | ۸۲            |              |    |                  |                  |  |  |              |              |
|  | فرانسه        | ۸۲            | ۸ اوت        |    |                  |                  |  |  |              |              |
|  | کانادا        | ۷۳            |              |    |                  |                  |  |  |              |              |
|  | کانادا        | ۷۳            | فرانسه       | ۷۳ |                  |                  |  |  |              |              |
|  | ۶ اوت         |               | فرانسه       | ۷۳ |                  |                  |  |  |              |              |
|  |               | آلمان         | ۶۹           |    |                  |                  |  |  |              |              |
|  | آلمان         | آلمان         | ۶۹           | ۷۶ |                  |                  |  |  |              |              |
|  | آلمان         |               | ۱۰ اوت       | ۷۶ |                  |                  |  |  |              |              |
|  | یونان         | ۶۳            |              |    |                  |                  |  |  |              |              |
|  | یونان         | ۶۳            | فرانسه       | ۸۷ |                  |                  |  |  |              |              |
|  | ۶ اوت         |               | فرانسه       | ۸۷ |                  |                  |  |  |              |              |
|  |               | ایالات متحده  | ۹۸           |    |                  |                  |  |  |              |              |
|  | برزیل         | ایالات متحده  | ۹۸           | ۸۷ |                  |                  |  |  |              |              |
|  | برزیل         | ۸ اوت         |              | ۸۷ |                  |                  |  |  |              |              |
|  | ایالات متحده  | ۱۲۲           |              |    |                  |                  |  |  |              |              |
|  | ایالات متحده  | ۱۲۲           | ایالات متحده | ۹۵ |                  |                  |  |  |              |              |
|  | ۶ اوت         |               | ایالات متحده | ۹۵ |                  |                  |  |  |              |              |
|  |               | صربستان       | ۹۱           |    | مسابقه مدال برنز | مسابقه مدال برنز |  |  |              |              |
|  | صربستان (OT)  | صربستان       | ۹۱           | ۹۵ | مسابقه مدال برنز | مسابقه مدال برنز |  |  |              |              |
|  | صربستان (OT)  |               | ۱۰ اوت       | ۹۵ |                  |                  |  |  |              |              |
|  | استرالیا      | ۹۰            |              |    |                  |                  |  |  |              |              |
|  | استرالیا      | ۹۰            | آلمان        | ۸۳ |                  |                  |  |  |              |              |
|  |               |               |              |    |                  |                  |  |  |              |              |
|  | صربستان       | ۹۳            |              |    |                  |                  |  |  |              |              |
|  | صربستان       | ۹۳            |              |    |                  |                  |  |  |              |              |

### یک‌چهارم نهایی
| ۶ اوت ۲۰۲۴ ۱۱:۰۰ |

| Boxscore |

| آلمان                                           | ۷۶–۶۳ | یونان                                                          |
| امتیاز بر پایه وقت: ۱۱–۲۱, ۲۵–۱۵, ۲۳–۱۶, ۱۷–۱۱  |       |                                                                |
| امتیاز: ف. واگنر ۱۸ ریباند: تیس ۸ پاس : شرودر ۸ |       | امتیاز: آنتتوکومپو ۲۲ ریباند: پاپانیکولائو ۹ پاس: آنتتوکومپو ۳ |

| ۶ اوت ۲۰۲۴ ۱۴:۳۰ |

| Boxscore |

| صربستان                                                         | ۹۵–۹۰ (OT) | استرالیا                                            |
| امتیاز بر پایه وقت: ۱۷–۳۱, ۲۵–۲۳, ۲۵–۱۱, ۱۵–۱۷, وقت اضافه: ۱۳–۸ |            |                                                     |
| امتیاز: یوکیچ ۲۱ ریباند: یوکیچ ۱۴ پاس : یوکیچ ۹                 |            | امتیاز: میلز ۲۶ ریباند: لندیل، مگنای ۶ پاس: اگزوم ۵ |

| ۶ اوت ۲۰۲۴ ۱۸:۰۰ |

| Boxscore |

| فرانسه                                                    | ۸۲–۷۳ | کانادا                                                             |
| امتیاز بر پایه وقت: ۲۳–۱۰, ۲۲–۱۹, ۱۶–۲۱, ۲۱–۲۳            |       |                                                                    |
| امتیاز: یابوسله ۲۲ ریباند: ومبانیاما ۱۲ پاس : ومبانیاما ۵ |       | امتیاز: گیلگوئس الکساندر ۲۷ ریباند: پاول ۹ پاس: گیلگوئس الکساندر ۴ |

| ۶ اوت ۲۰۲۴ ۲۱:۳۰ |

| Boxscore |

| برزیل                                              | ۸۷–۱۲۲ | ایالات متحده                                |
| امتیاز بر پایه وقت: ۲۱–۳۳, ۱۵–۳۰, ۳۵–۳۱, ۱۶–۲۸     |        |                                             |
| امتیاز: کابوکلو ۳۰ ریباند: جرجینیو ۸ پاس : میندل ۷ |        | امتیاز: بوکر ۱۸ ریباند: دیویس ۸ پاس: جیمز ۹ |

### نیمه‌نهایی
| ۸ اوت ۲۰۲۴ ۱۷:۳۰ |

| Boxscore |

| فرانسه                                                   | ۷۳–۶۹ | آلمان                                      |
| امتیاز بر پایه وقت: ۱۸–۲۵, ۱۵–۸, ۲۳–۱۷, ۱۷–۱۹            |       |                                            |
| امتیاز: یابوسله ۱۷ ریباند: سه بازیکن ۷ پاس : ومبانیاما ۴ |       | امتیاز: شرودر ۱۸ ریباند: تیس ۱۱ پاس: تیس ۶ |

| ۸ اوت ۲۰۲۴ ۲۱:۰۰ |

| Boxscore |

| ایالات متحده                                   | ۹۵–۹۱ | صربستان                                                 |
| امتیاز بر پایه وقت: ۲۳–۳۱, ۲۰–۲۳, ۲۰–۲۲, ۳۲–۱۵ |       |                                                         |
| امتیاز: کری ۳۶ ریباند: جیمز ۱۲ پاس : جیمز ۱۰   |       | امتیاز: بوگدانوویچ ۲۰ ریباند: سه بازیکن ۵ پاس: یوکیچ ۱۱ |

### مسابقه مدال برنز
| ۱۰ اوت ۲۰۲۴ ۱۱:۰۰ |

| Boxscore |

| آلمان                                                          | ۸۳–۹۳ | صربستان                                                 |
| امتیاز بر پایه وقت: ۲۱–۳۰, ۱۷–۱۶, ۲۵–۲۶, ۲۰–۲۱                 |       |                                                         |
| امتیاز: ف. واگنر ۱۸ ریباند: ف. واگنر ۹ پاس : شرودر، ویلر-باب ۶ |       | امتیاز: یوکیچ، میتسیچ ۱۹ ریباند: یوکیچ ۱۲ پاس: یوکیچ ۱۱ |

### مسابقه نهایی
| ۱۰ اوت ۲۰۲۴ ۲۱:۳۰ |

| Boxscore |

| فرانسه                                             | ۸۷–۹۸ | ایالات متحده                                |
| امتیاز بر پایه وقت: ۱۵–۲۰, ۲۶–۲۹, ۲۵–۲۳, ۲۱–۲۶     |       |                                             |
| امتیاز: ومبانیاما ۲۶ ریباند: باتوم ۸ پاس : باتوم ۴ |       | امتیاز: کری ۲۴ ریباند: دیویس ۹ پاس: جیمز ۱۰ |

| فرانسه | ایالات متحده |

| PG          | ۱  | فرانک نیلیکینا   |
| SF          | ۵  | نیکولاس باتوم    |
| PF          | ۷  | گرشون یابوسله    |
| G           | ۸  | آیزایا کوردینیر  |
| C           | ۳۲ | ویکتور ومبانیاما |
| SG          | ۱۰ | اوان فورنیر      |
| G           | ۱۲ | ناندو دکولو      |
| C           | ۲۷ | رادی گوبرت       |
| SF          | ۹۹ | بلال کولیبالی    |
| C           | ۲۶ | متیاس لسور       |
| سرمربی:     |    |                  |
| وینسنت کوله |    |                  |

| PG       | ۴  | استفن کری      |
| SF       | ۶  | لبرون جیمز (C) |
| PF       | ۷  | کوین دورانت    |
| C        | ۱۱ | جوئل امبید     |
| SG       | ۱۵ | دوین بوکر      |
| SG       | ۵  | آنتونی ادواردز |
| SF       | ۱۰ | جیسون تیتوم    |
| PG       | ۱۲ | جرو هالیدی     |
| C        | ۱۳ | بم آدبایو      |
| PF       | ۱۴ | انتونی دیویس   |
| سرمربی:  |    |                |
| استیو کر |    |                |

| PG          | ۱  | فرانک نیلیکینا   |
| SF          | ۵  | نیکولاس باتوم    |
| PF          | ۷  | گرشون یابوسله    |
| G           | ۸  | آیزایا کوردینیر  |
| C           | ۳۲ | ویکتور ومبانیاما |
| SG          | ۱۰ | اوان فورنیر      |
| G           | ۱۲ | ناندو دکولو      |
| C           | ۲۷ | رادی گوبرت       |
| SF          | ۹۹ | بلال کولیبالی    |
| C           | ۲۶ | متیاس لسور       |
| سرمربی:     |    |                  |
| وینسنت کوله |    |                  |

| PG       | ۴  | استفن کری      |
| SF       | ۶  | لبرون جیمز (C) |
| PF       | ۷  | کوین دورانت    |
| C        | ۱۱ | جوئل امبید     |
| SG       | ۱۵ | دوین بوکر      |
| SG       | ۵  | آنتونی ادواردز |
| SF       | ۱۰ | جیسون تیتوم    |
| PG       | ۱۲ | جرو هالیدی     |
| C        | ۱۳ | بم آدبایو      |
| PF       | ۱۴ | انتونی دیویس   |
| سرمربی:  |    |                |
| استیو کر |    |                |

## آمار و جوایز

### بهترین آمار

#### بازیکنان
منبع:
| بازیکن                      | PPG  |
| --------------------------- | ---- |
| یونان یانیس آنتتوکومپو      | ۲۵٫۸ |
| کانادا شای گیلگوئس الکساندر | ۲۱٫۰ |
| ژاپن یوکی کاوامورا          | ۲۰٫۳ |
| کانادا آر جی بارت           | ۱۹٫۸ |
| صربستان نیکولا یوکیچ        | ۱۸٫۸ |

| بازیکن                  | RPG  |
| ----------------------- | ---- |
| صربستان نیکولا یوکیچ    | ۱۰٫۷ |
| ژاپن جاش هاوکینسون      | ۹٫۷  |
| فرانسه ویکتور ومبانیاما | ۹٫۷  |
| اسپانیا سانتی آلداما    | ۹٫۳  |
| سودان جنوبی ونین گبریل  | ۹٫۰  |

| بازیکن                         | APG |
| ------------------------------ | --- |
| صربستان نیکولا یوکیچ           | ۸٫۷ |
| ایالات متحده آمریکا لبرون جیمز | ۸٫۵ |
| ژاپن یوکی کاوامورا             | ۷٫۷ |
| سودان جنوبی کارلیک جونز        | ۷٫۷ |
| آلمان شرودر                    | ۷٫۵ |

| بازیکن                           | BPG |
| -------------------------------- | --- |
| سودان جنوبی ونین گبریل           | ۲٫۰ |
| اسپانیا سانتی آلداما             | ۱٫۷ |
| ژاپن یوتا واتانابه               | ۱٫۷ |
| فرانسه ویکتور ومبانیاما          | ۱٫۷ |
| ایالات متحده آمریکا انتونی دیویس | ۱٫۵ |

| Player                  | SPG |
| ----------------------- | --- |
| آلمان ف. واگنر          | ۲٫۰ |
| فرانسه ویکتور ومبانیاما | ۲٫۰ |
| سودان جنوبی نون اوموت   | ۲٫۰ |
| صربستان نیکولا یوکیچ    | ۲٫۰ |
| سودان جنوبی بول کیول    | ۱٫۷ |
| صربستان الکسا آوراموویچ | ۱٫۷ |

| بازیکن                         | EFFPG |
| ------------------------------ | ----- |
| صربستان نیکولا یوکیچ           | ۳۱    |
| یونان یانیس آنتتوکومپو         | ۲۶٫۵  |
| ژاپن جاش هاوکینسون             | ۲۴٫۷  |
| ایالات متحده آمریکا لبرون جیمز | ۲۳٫۵  |
| اسپانیا سانتی آلداما           | ۲۲٫۷  |

#### تیم‌ها
منبع:
| تیم          | PPG   |
| ------------ | ----- |
| ایالات متحده | ۱۰۵٫۳ |
| صربستان      | ۹۴٫۳  |
| سودان جنوبی  | ۸۷٫۰  |
| کانادا       | ۸۵٫۰  |
| استرالیا     | ۸۴٫۰  |

| تیم          | RPG  |
| ------------ | ---- |
| سودان جنوبی  | ۴۲٫۷ |
| استرالیا     | ۴۰٫۳ |
| ایالات متحده | ۳۹٫۸ |
| صربستان      | ۳۸٫۸ |
| ژاپن         | ۳۸٫۰ |

| تیم          | APG  |
| ------------ | ---- |
| ایالات متحده | ۲۸٫۰ |
| صربستان      | ۲۴٫۲ |
| اسپانیا      | ۲۱٫۳ |
| برزیل        | ۲۰٫۸ |
| استرالیا     | ۱۹٫۸ |
| فرانسه       | ۱۹٫۸ |

| تیم          | BPG |
| ------------ | --- |
| ایالات متحده | ۵٫۲ |
| فرانسه       | ۴٫۸ |
| ژاپن         | ۴٫۳ |
| سودان جنوبی  | ۳٫۳ |
| اسپانیا      | ۳٫۳ |

| تیمی         | SPG |
| ------------ | --- |
| سودان جنوبی  | ۹٫۳ |
| ایالات متحده | ۹٫۳ |
| صربستان      | ۸٫۷ |
| پورتوریکو    | ۸٫۷ |
| برزیل        | ۸٫۰ |

| تیم          | EFFPG |
| ------------ | ----- |
| ایالات متحده | ۱۳۷٫۸ |
| صربستان      | ۱۱۴٫۵ |
| آلمان        | ۹۷٫۷  |
| سودان جنوبی  | ۹۷٫۰  |
| فرانسه       | ۹۲٫۷  |

### جوایز
جوایز زیر در روز پایانی بازی‌ها در ۱۰ اوت ۲۰۲۴ توسط فیبا به برندگان اعطا شد.
| بهترین تیم دوره                                   | بهترین تیم دوره                                                | بهترین تیم دوره                                                |
| گارد                                              | فوروارد                                                        | سنتر                                                           |
| ------------------------------------------------- | -------------------------------------------------------------- | -------------------------------------------------------------- |
| ایالات متحده آمریکا استفن کری · آلمان دنیس شرودر  | ایالات متحده آمریکا لبرون جیمز                                 | صربستان نیکولا یوکیچ · فرانسه ویکتور ومبانیاما                 |
| بهترین تیم دوم فیبا                               |                                                                |                                                                |
| گارد                                              | فوروارد                                                        | فوروارد                                                        |
| صربستان بوگدانوویچ · کانادا شای گیلگوئس الکساندر  | یونان یانیس آنتتوکومپو · آلمان ف. واگنر · فرانسه گرشون یابوسله | یونان یانیس آنتتوکومپو · آلمان ف. واگنر · فرانسه گرشون یابوسله |
| باارزش‌ترین بازیکن: ایالات متحده آمریکا لبرون جیمز |                                                                |                                                                |
| ستاره ظهور کرده: فرانسه ویکتور ومبانیاما          |                                                                |                                                                |
| بهترین بازیکن مدافع: صربستان الکسا آوراموویچ      |                                                                |                                                                |
| بهترین مربی: وینسنت کوله                          |                                                                |                                                                |

| قهرمان بسکتبال بازی‌های المپیک تابستانی ۲۰۲۴ |
| ------------------------------------------- |
| · ایالات متحده آمریکا · هفدهمین عنوان       |

## رده‌بندی نهایی
رده‌بندی براساس زیر اعلام شد.
- اول تا چهارم
  - براساس نتایج مسابقات فینال و رده‌بندی
- پنجم تا هشتم
  - پیروزی-شکست تیم‌ها در مرحله حذفی
- نهم تا دوازدهم
  - براساس پیروزی-شکست کسب شده در مرحله گروهی

| رتبه | تیم          | بازی | برد | باخت |
| ---- | ------------ | ---- | --- | ---- |
| ۱    | ایالات متحده | ۶    | ۶   | ۰    |
| ۲    | فرانسه       | ۶    | ۴   | ۲    |
| ۳    | صربستان      | ۶    | ۴   | ۲    |
| ۴    | آلمان        | ۶    | ۴   | ۲    |
| ۵    | کانادا       | ۴    | ۳   | ۱    |
| ۶    | استرالیا     | ۴    | ۱   | ۳    |
| ۷    | برزیل        | ۴    | ۱   | ۳    |
| ۸    | یونان        | ۴    | ۱   | ۳    |
| ۹    | سودان جنوبی  | ۳    | ۱   | ۲    |
| ۱۰   | اسپانیا      | ۳    | ۱   | ۲    |
| ۱۱   | ژاپن         | ۳    | ۰   | ۳    |
| ۱۲   | پورتوریکو    | ۳    | ۰   | ۳    |